# ルネ・ブロンロ

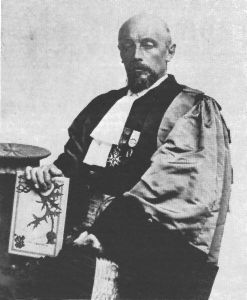
ルネ・ブロンロ

ルネ・ブロンロ(Prosper-René Blondlot、1849年7月3日 - 1930年11月24日)は、フランスの物理学者。ブロンドロとも表記される。新しい放射線「N線」を発見したと発表したが、後にN線は実在しないことが判明し、科学史に不名誉な形で名を残した。

## 生涯
1849年、フランス北東部のナンシーに産まれた。父はナンシー大学の医学部（毒物学）の教授であった。1881年にソルボンヌで物理学の学位を取得すると、翌年、ナンシー大学の教授となった。導体中の電磁波の速度の研究などの業績によって優れた実験物理学者として知られるようになり、フランス科学アカデミーから3度の賞を受けている（3度目の受賞は、後述のN線発見の業績に対して与えられたものである）。1894年にはヘルムホルツの後任としてフランス科学アカデミーの通信会員に選出された。
1903年、ブロンロは新しい放射線「N線」を発見したと報告し、物理学界に大きな反響を呼んだ。しかし追試の失敗が相次ぎ、N線の存在が疑問視されるようになった。1904年、ブロンロの実験を調査したアメリカの物理学者ロバート・ウィリアム・ウッドによって、N線とは結果を都合良く解釈した実験者が存在すると思い込んでいただけで、現実には何も存在していないと結論づけられた。
ブロンロは1906年までN線の存在を主張し続けたが、1910年にナンシー大学を退職し、1930年に死去した。
後にN線の出来事は、実験者の願望が実験結果の解釈に影響を与えてしまう危険性を示す例として語られるようになった。